# Суперкар

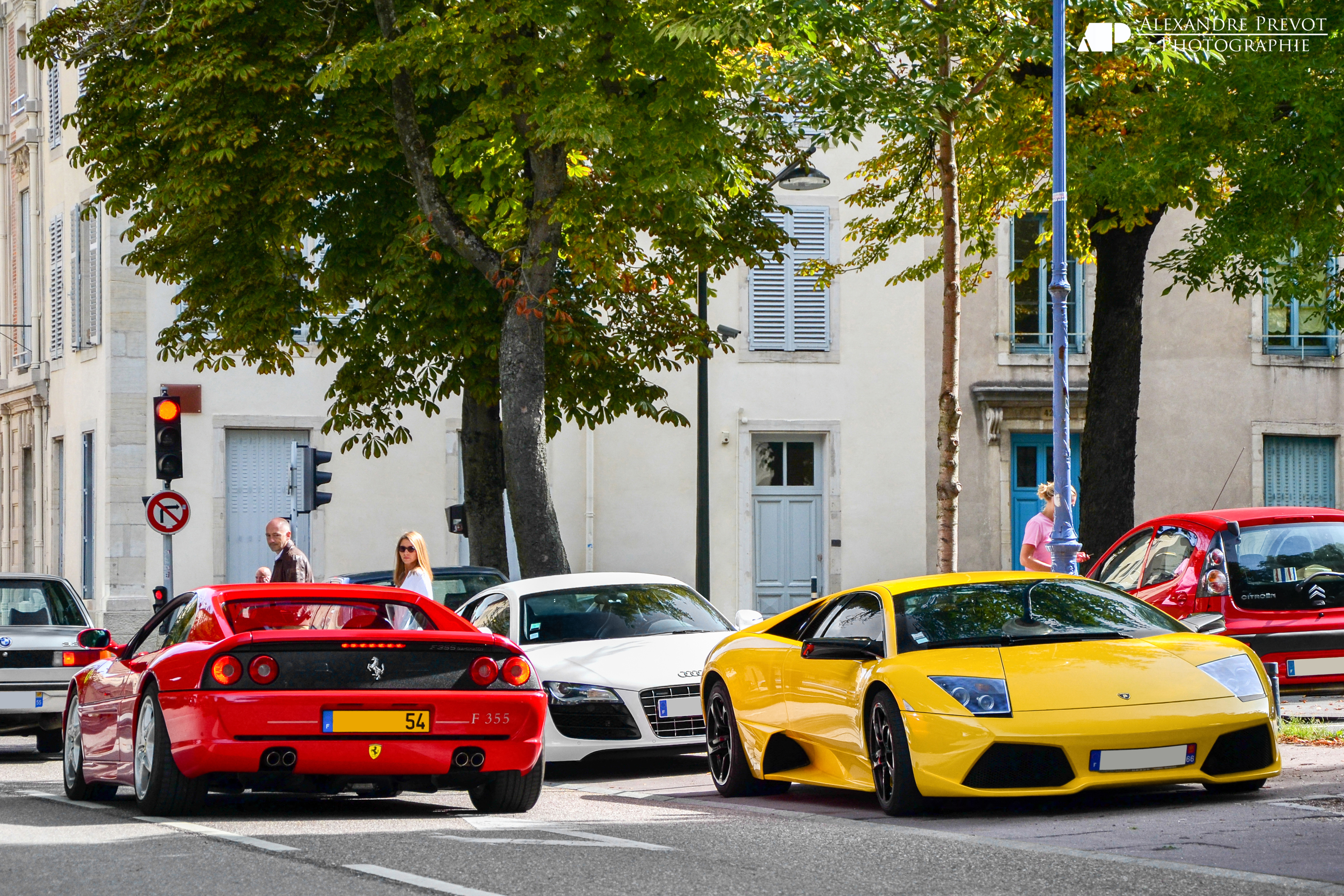
Ferrari F355, Audi R8, Lamborghini Murciélago

Суперка́р (от англ. super — «сверх» и car — «автомобиль») — условно выделяемый подкласс (верхний сегмент) более широкого класса спортивных автомобилей. Среди прочих спортивных автомобилей выделяется эксклюзивным оснащением, динамическими характеристиками и ценой: мощность двигателя составляет более 400 л. с., время разгона от 0 до 97 км/ч (60 миль/ч) — 4 секунды и менее, максимальная скорость — от 297 км/ч (180 миль/ч) и выше (так называемый «Club 300») и соответствующая цена, измеряемая в сотнях тысяч евро или долларов.

## Предыстория
Термин «supercar» появился в 1920-е годы и закрепился в 50-е — 80-е годы, благодаря сближению рынка стандартных легковых автомобилей и профессиональных гоночных моделей. В 1980—1990-е годы на рынке спортивных автомобилей наиболее известными были серийные машины компаний Porsche, Jaguar, Ferrari и Lamborghini, наиболее мощные модели которых имели порог скорости в 320—330 км/ч. В 2000-е годы, вследствие повышения рыночного спроса, произошёл скачок: появилось поколение новых фирм, ставящих перед собой целью создание собственного автомобиля, имеющего «индивидуальное лицо» и значительно превосходящего устоявшийся стереотип максимума скорости.
Временные рамки собственно титула «супер-автомобиль» подвижны, поскольку модельный ряд постоянно обновляется и с течением времени появляются более дорогие и более скоростные модели. Однако наиболее выдающиеся автомобили остаются в истории автомобилестроения, пополняют частные коллекции, музеи и, как правило, со временем не теряют в цене. Потребительский рынок имеет тенденцию к расширению, поскольку владение подобной машиной является статусным символом. Наибольшее хождение сам термин «суперкар» имеет в автомобильной прессе.

## Характерные признаки
Суперкары относятся к дорожно-спортивным автомобилям юридически заводского изготовления, что отличает их от частных модифицированных автомобилей. Их производят, как правило небольшими сериями, компании, специализирующихся на выпуске спортивных и гоночных автомобилей; либо малые фирмы, созданные для производства одной-двух собственных моделей ручной сборки.
Часто такой автомобиль разрабатывается не только для любителей. Модели многих суперкаров проходят обкатку в профессиональных гонках 24-часовых серий (напр. 24 часа Ле-Мана, 24 часа Дайтоны) или различных гонках серий GT. Суперкары больших автостроительных фирм иногда являются репликацией (модификацией) их собственных чисто гоночных моделей, как например Mercedes-Benz CLK GTR или Jaguar XJR-15, либо являются результатом дорогого, высококлассного и исключительного тюнинга популярных моделей.

## Компоновка
Такие автомобили чаще имеют центрально-моторную компоновку, с двигателем, расположенным за сиденьями, но в пределах колесной базы. Это улучшает развесовку автомобиля (в идеале 50/50 %) и способствует более полной реализации тяги. Как правило, имеют задний привод, с целью облегчения трансмиссии. В результате автомобиль имеет хорошую управляемость и динамику. Не так давно отдельные компании начали строить полноприводные автомобили по новым технологиям для более полной реализации потенциала двигателя (например, Audi R8 и Lamborghini Gallardo).
Реже встречаются модели с передним расположением двигателя и задним приводом. Подобную компоновку имеют автомобили Ferrari 599 и Ferrari F12berlinetta и

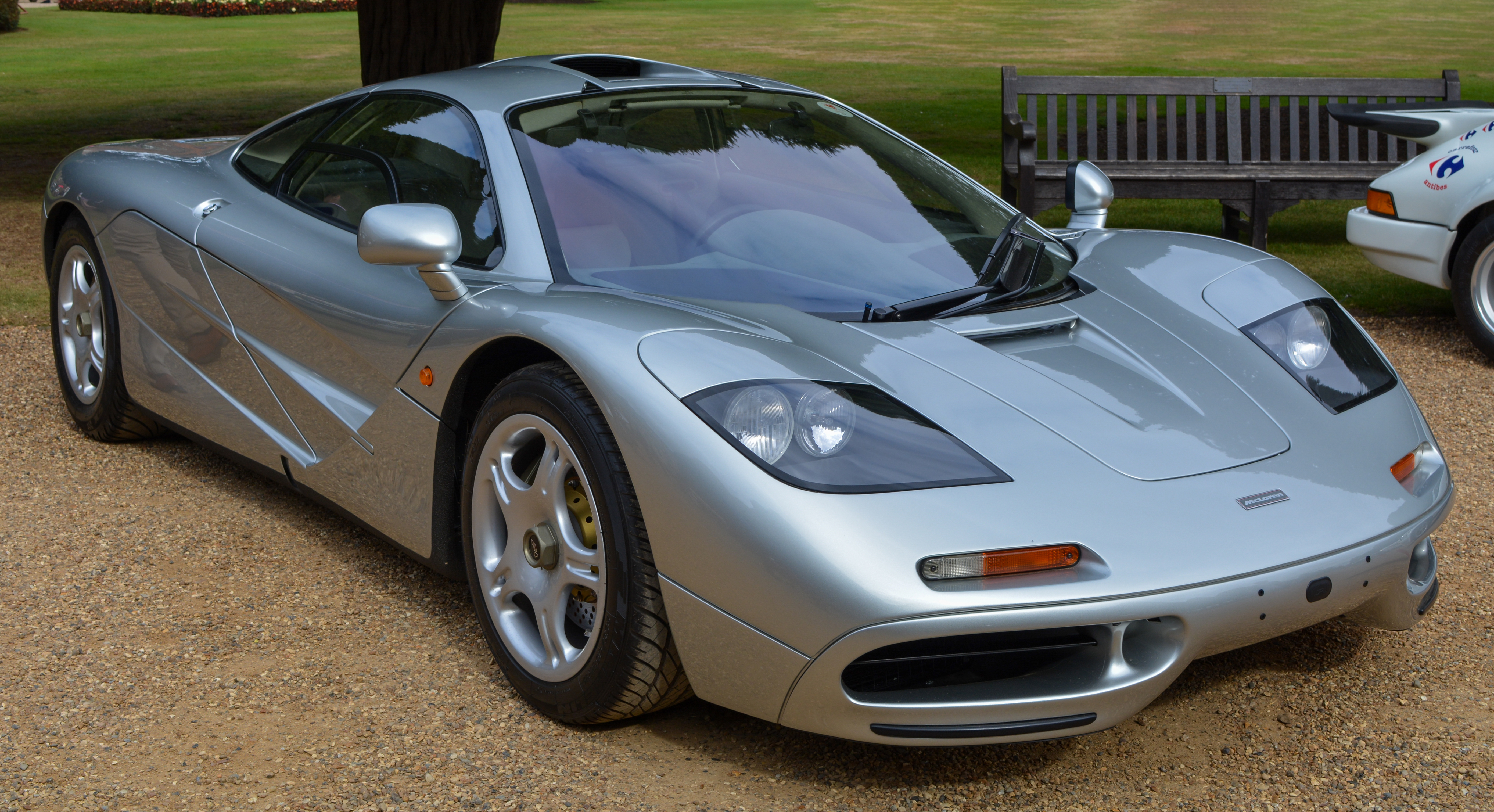
McLaren F1

Mercedes-Benz SLS AMG.

## Происхождение понятия «гиперкар»
Гиперкар (англ. hypercar от (от англ. hyper — «огромный» и car — «автомобиль») ) — класс автомобилей, у которых показатели мощности, скорости (от 340 км/ч),  более технологичная в отношении двигателя, аэродинамики кузова, а также ограниченный выпуск и стоимость более 1 миллиона USD, превосходящие соответствующие характеристики суперкаров.
Прежде всего, гиперкар — это машина, мощность которой в лошадиных силах заметно превосходит вес в килограммах. 

Впервые такая классификация начала применяться с появлением спорткара McLaren F1 и используется в настоящее время, в том числе в тематических видеоиграх. Обычно к классу гиперкаров относят машины с максимальной скоростью выше 350 км/ч или с мощностью двигателя выше ~600 л. с. Разрабатываются гиперкары, способные развивать скорость 450 км/ч, и даже автомобили с заявленной максимальной скоростью 550 км/ч.
В 1994 году в Rocky Mountain Institute (RMI) основан Центр гиперкаров (Hypercar Center) для определения технических характеристик и коммерческого потенциала сверхмощных автомобилей, а термин «гиперкар» был запущен в русскоязычные средства массовой информации, где он в настоящее время применяется к эксклюзивным мощным автомобилям разных производителей В апреле 2014 года «Российская газета», среди прочих СМИ, посвятила статью гиперкару Bugatti Veyron Grand Sport Vitesse.

## Барьер скорости 400 км/ч
Список современных автомобилей, преодолевающих отметку в 400 км/ч:
- Bugatti Chiron
- Bugatti Veyron[8]
- Mercedes-AMG One
- Chrysler ME Four-Twelve[9] (концепт-кар)
- Dauer 962 LM[англ.][10]
- Hennessey Venom GT[10]
- Hennessey Venom 1000 Twin Turbo[10]
- Keating TKR[англ.][11]
- Koenigsegg Agera R
- Koenigsegg CCXR[10]
- Koenigsegg One:1[12]
- Koenigsegg Regera
- Koenigsegg Trevita[13]
- Lotec Sirius[10]
- Melling Hellcat[англ.][12] (концепт-кар)
- Mosler MT900 GTR XX Land Shark[англ.][14]
- Saleen S7 Twin Turbo[10]
- SSC Tuatara[15]
- SSC Ultimate Aero TT[16]
- Weber Faster One[17]
- 9ff GT9 Vmax[англ.]
- 9ff GTurbo[10]

## Максимальная скорость, рекорды
- 13 сентября 2007 года SSC Ultimate Aero TT на ограждённом участке обычного шоссе вблизи города Уэст Ричлэнд (Вашингтон, США) достиг максимальной скорости в 413,83 км/ч и средней скорости в обоих направлениях 411,76 км/ч[18][19]. 9 октября 2007 рекорд занесён в Книгу рекордов Гиннесса[20].
- 4 июля 2010 года водитель-испытатель Пьер-Анри Рафанэль за рулем модели Bugatti Veyron 16.4 Super Sport (1200 л. с.) достиг в двух последовательных заездах максимальную скорость 427,933 и 434,211 км/ч, что в среднем равняется 431,072 км/ч. Заезды проходили на испытательном полигоне концерна Фольксваген в посёлке Эра-Лессин близ города Вольфсбург. Присутствующие при этом представители Германского государственного агентства технических стандартов (TÜV) и представитель Книги рекордов Гиннесса измеряли скорость с помощью приборов GPS[21][22].
- На сегодняшний день, самым мощным гибридным гиперкаром является Ferrari F80, при мощности двигателя с рекуперационным торможением 1200 л.с. Раннее такой статус имел Ferrari SF90 Stradale с двигателем мощностью 1030 л. с.

## Потребление топлива
Потребление бензина у автомобиля Bugatti Veyron, при заявленном производителем среднем потреблении в 20,7 л/100 км, в режиме городской езды равняется 40 л/100 км. При скорости 400 км/ч потребление топлива возрастает до 100 л/100 км. Это значит, что ёмкости бензобака хватает на 12 минут езды. Шины колёс изнашиваются на этой скорости в течение 50 минут.
У рекордсмена по мощности и стартовому ускорению, модели Maxximus G-Force, объёма 70-литрового бензобака хватает на 9 минут езды.

## Самые экономичные модели
- Porsche 918 Spyder — минимальное потребление: 3,3 литра супер-бензина (АИ-98) на 100 км[27].

## Прочие критерии
В дополнение к техническим характеристикам, следующие критерии символизируют суперкары:
- Разнообразие технологий, облегчающих управление и скоростную езду. В числе таких могут быть полный привод, активная подвеска, системы электронной стабилизации и Traction Control.
- Технологии удобства пользования автомобилем — убирающаяся крыша, открывающиеся вверх двери, системы ночного видения, вентиляция сидений, электроприводы и электрорегулировки, ксеноновые фары и т. д.

В то же время суперкары не предназначены для перевозки грузов и более двух взрослых пассажиров (но распространена компоновка салона 2+2), их багажники как правило, небольшого объёма — 100—200 л.

## Фотогалерея

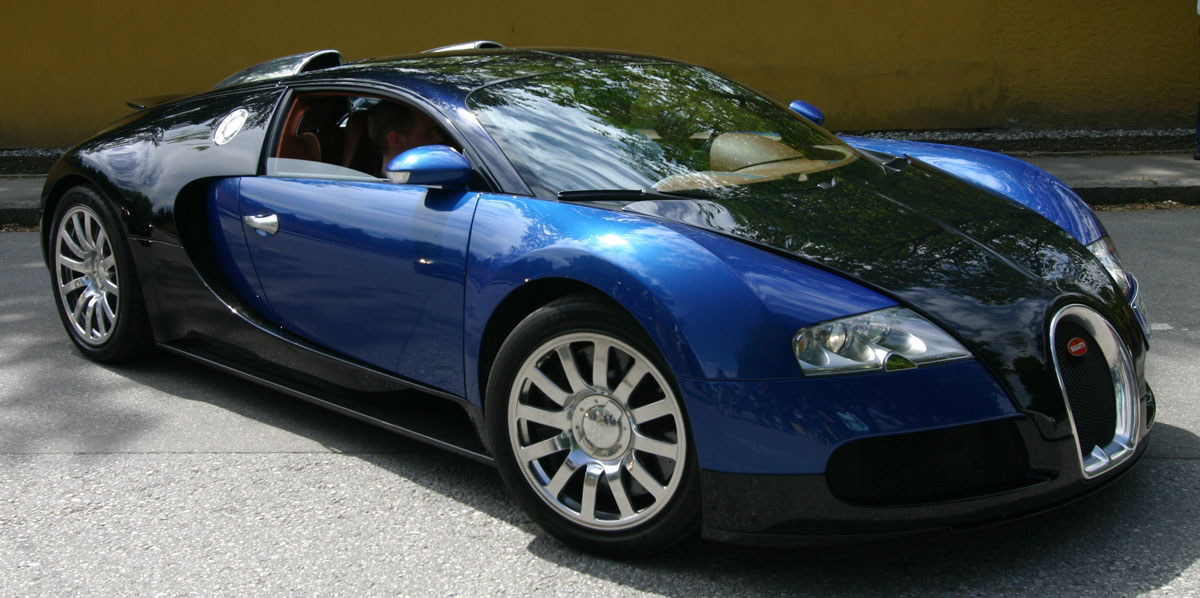
Bugatti EB 16.4 Veyron
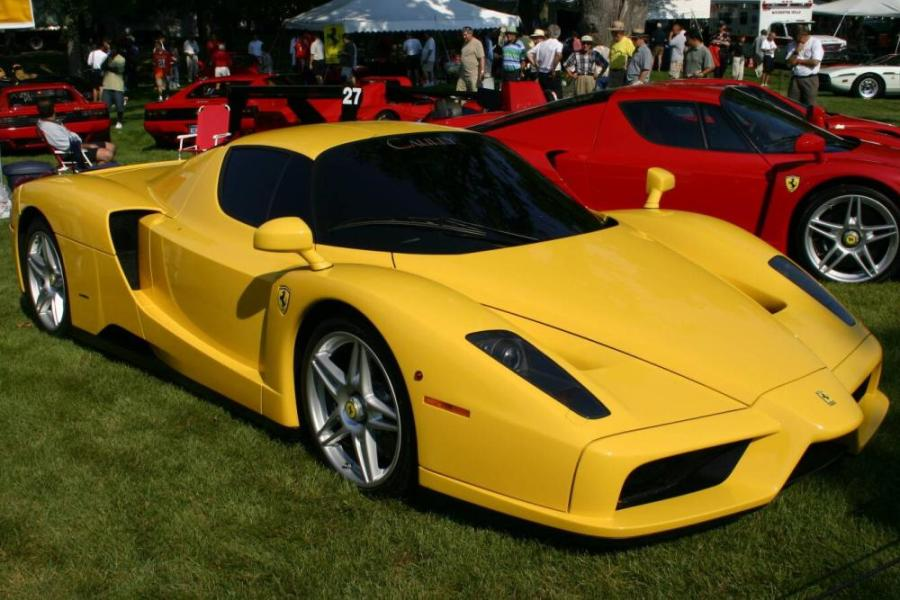
Ferrari Enzo
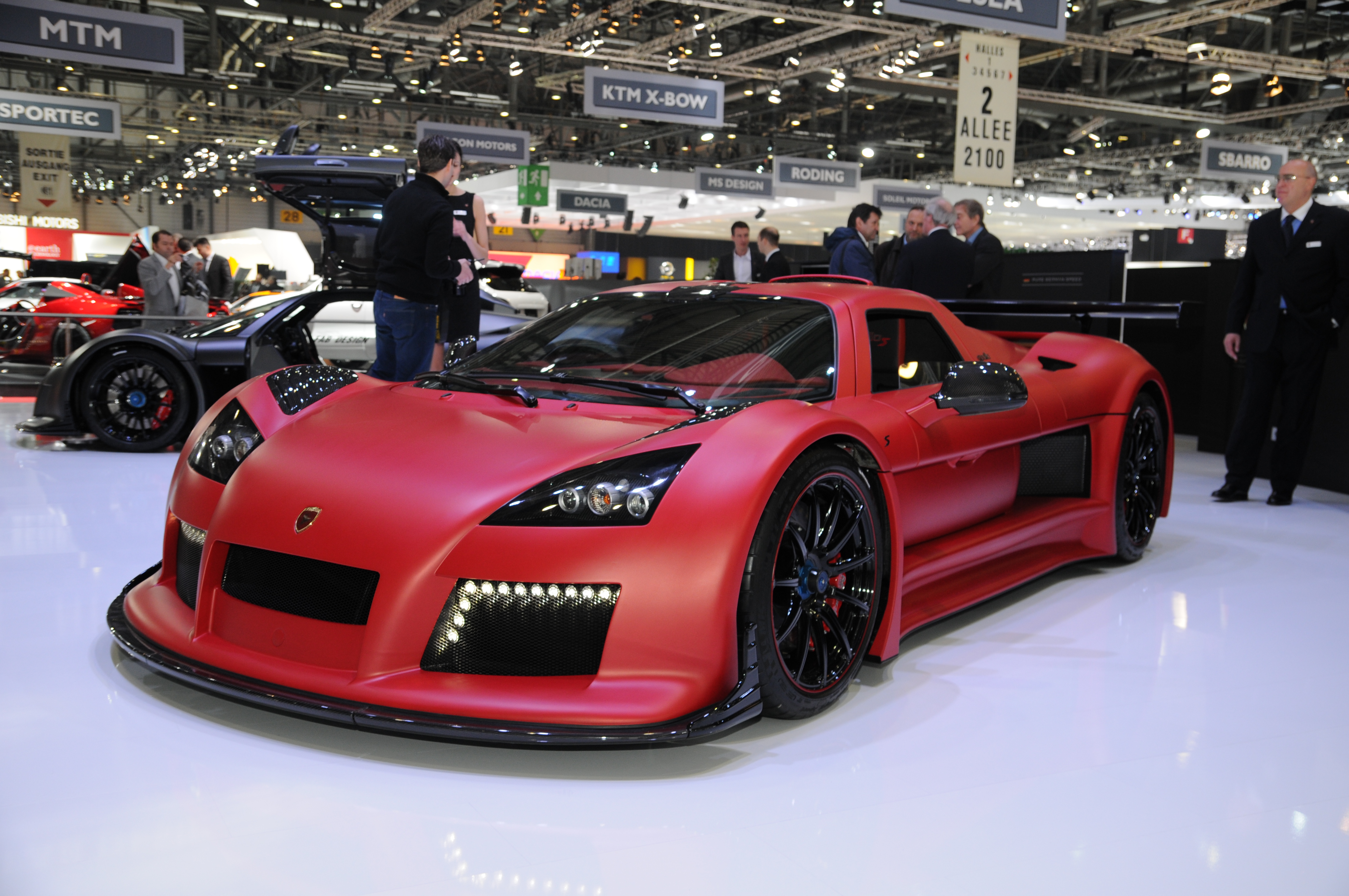
Gumpert Apollo
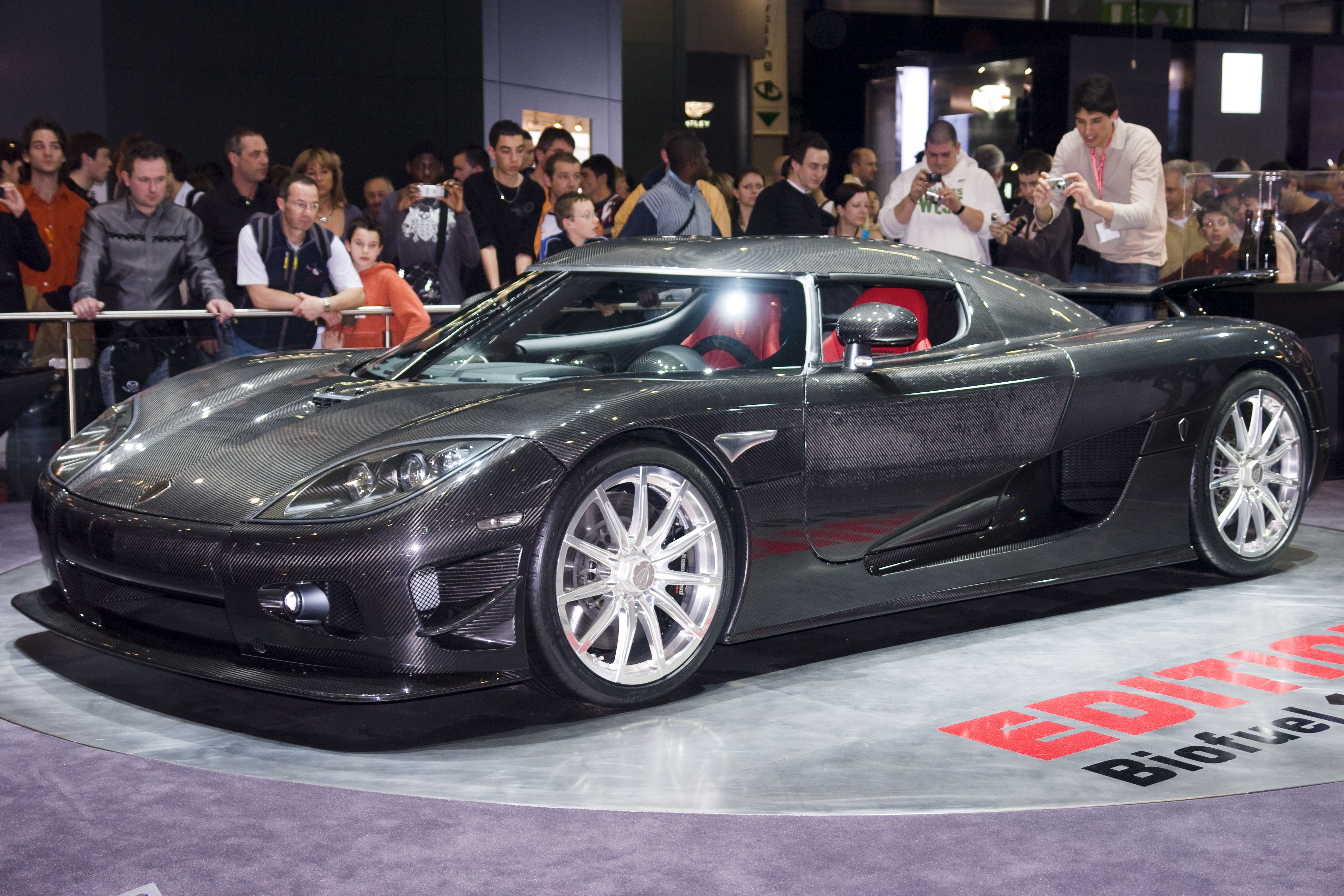
Koenigsegg CCX
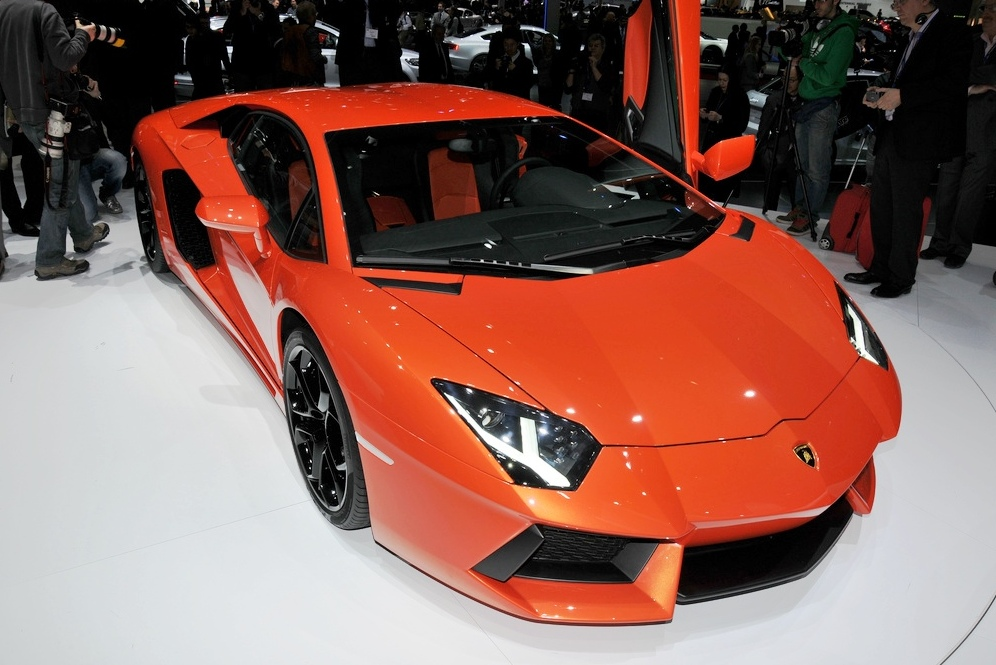
Lamborghini Aventador
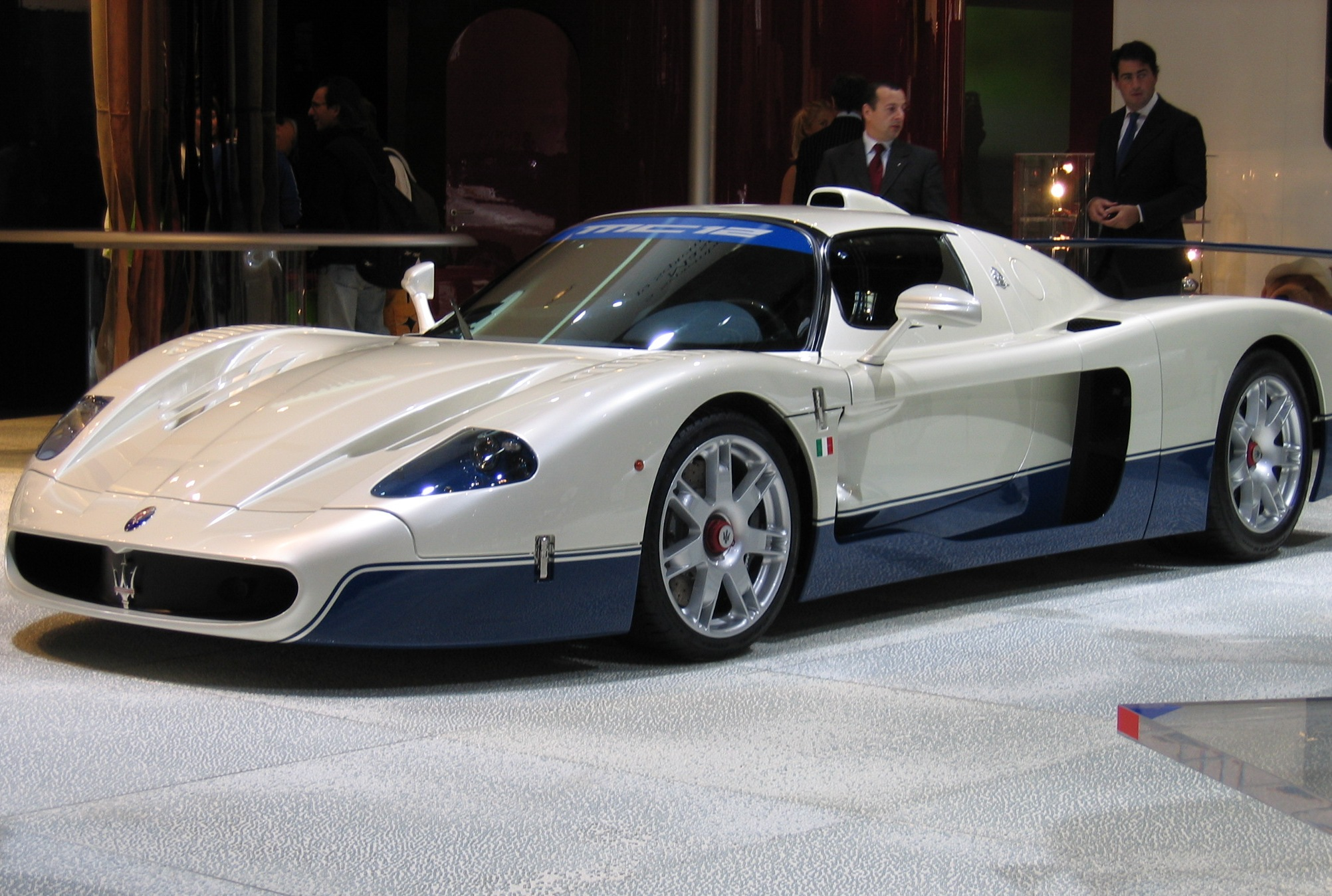
Maserati MC12
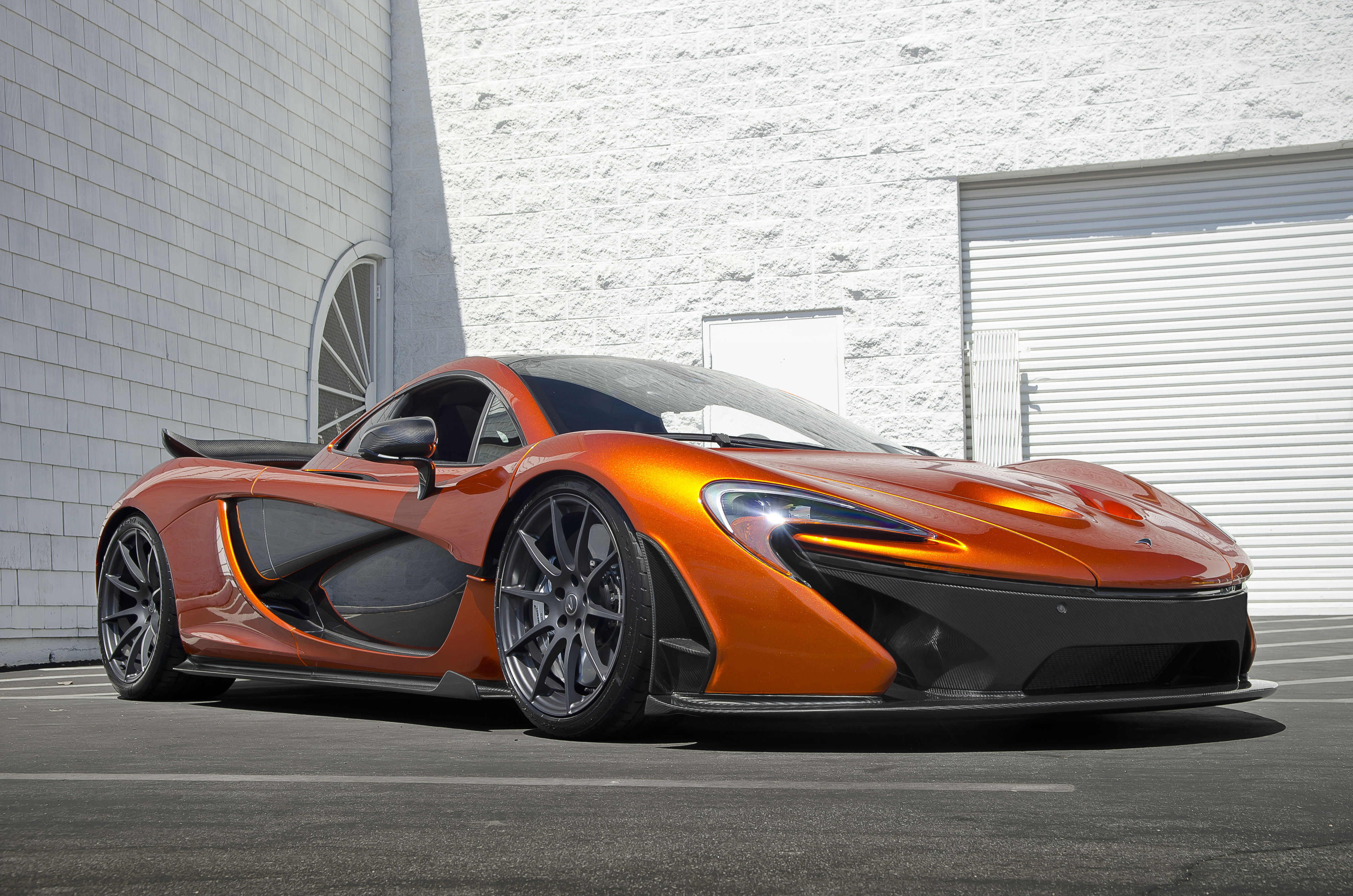
McLaren P1
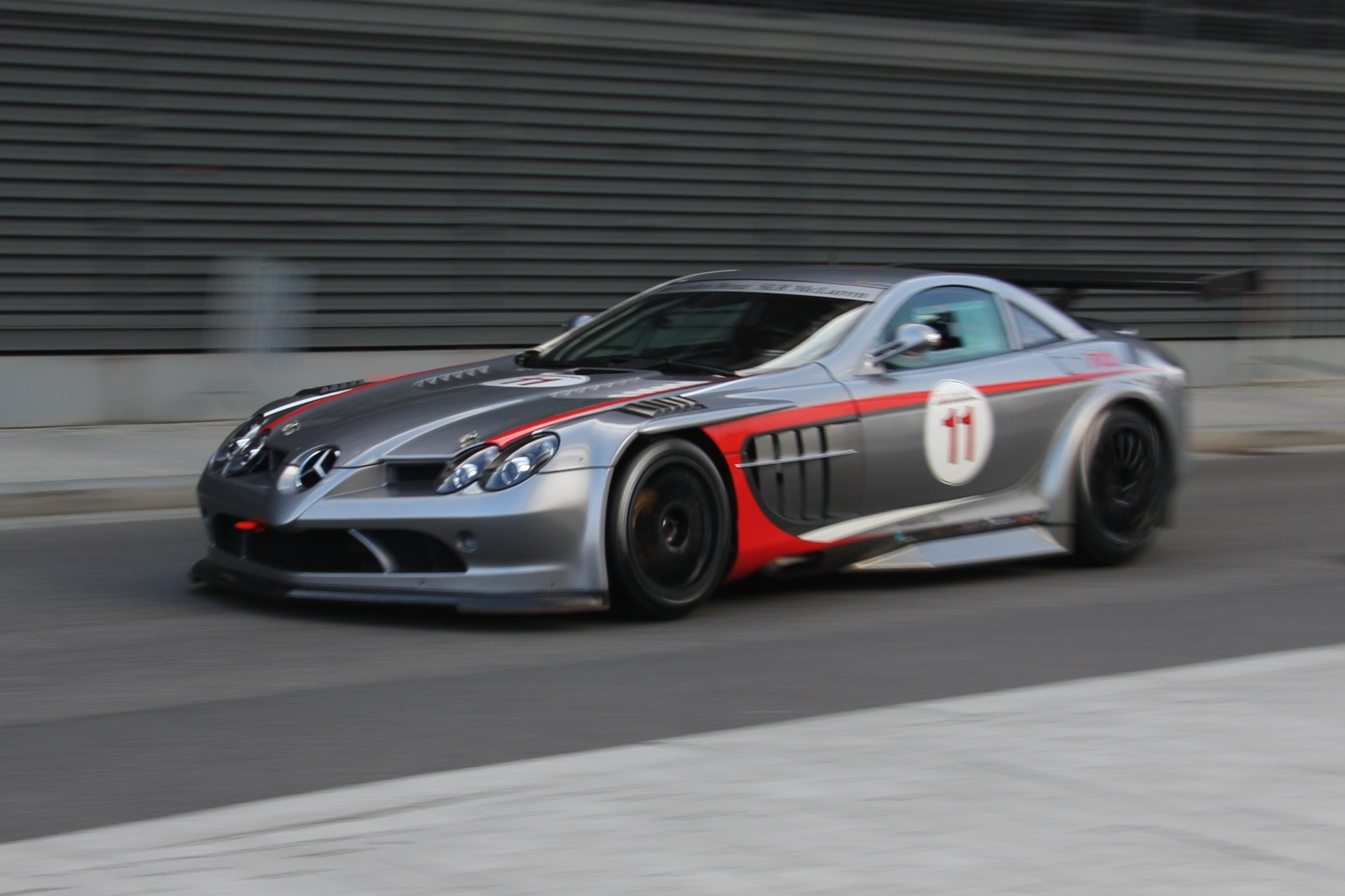
Mercedes-Benz SLR McLaren 722 GT
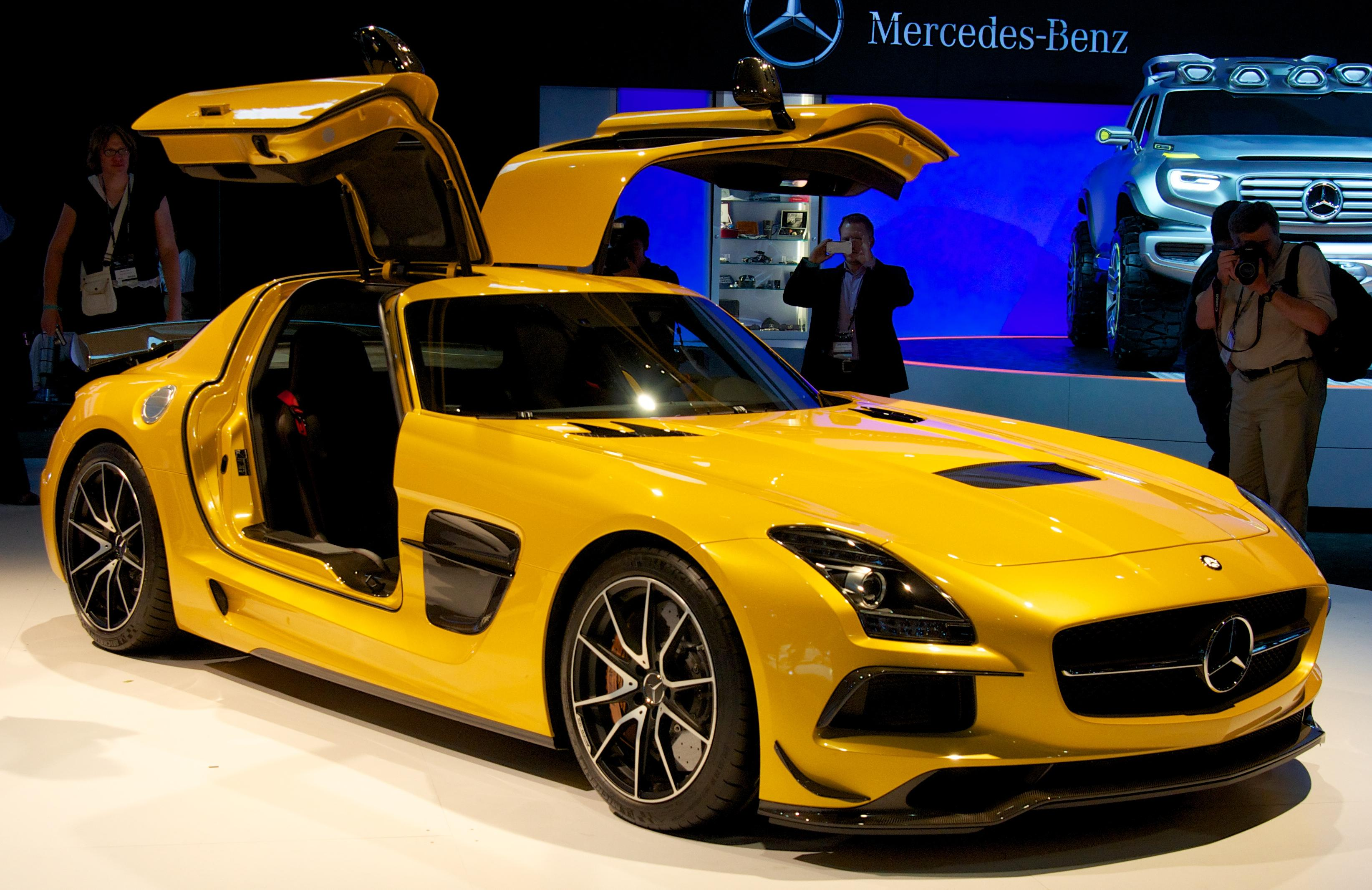
Mercedes-Benz SLS AMG Black Series
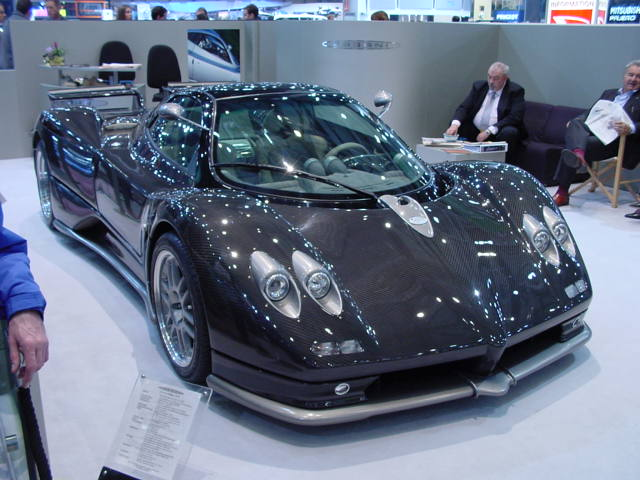
Pagani Zonda C12
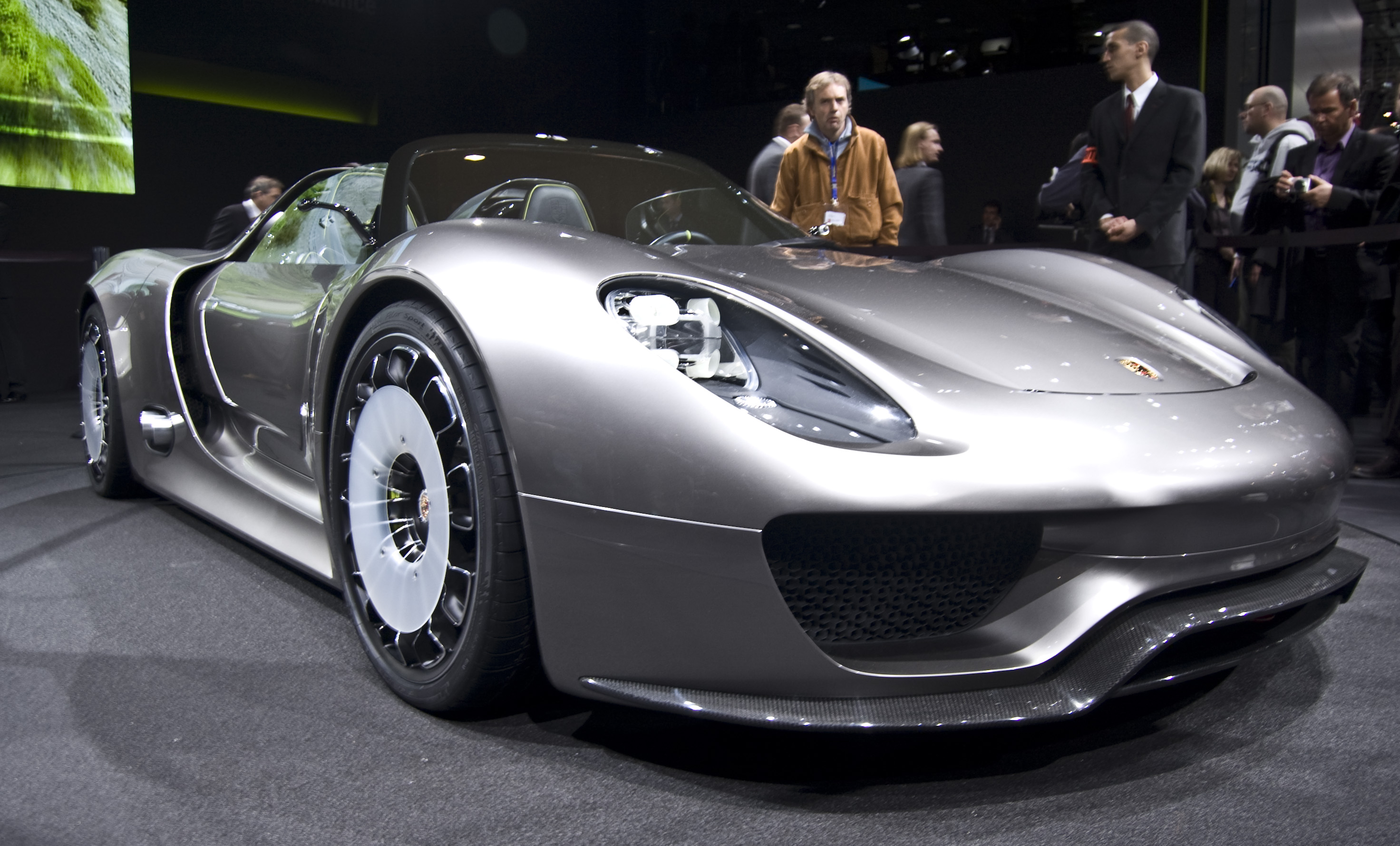
Porsche 918
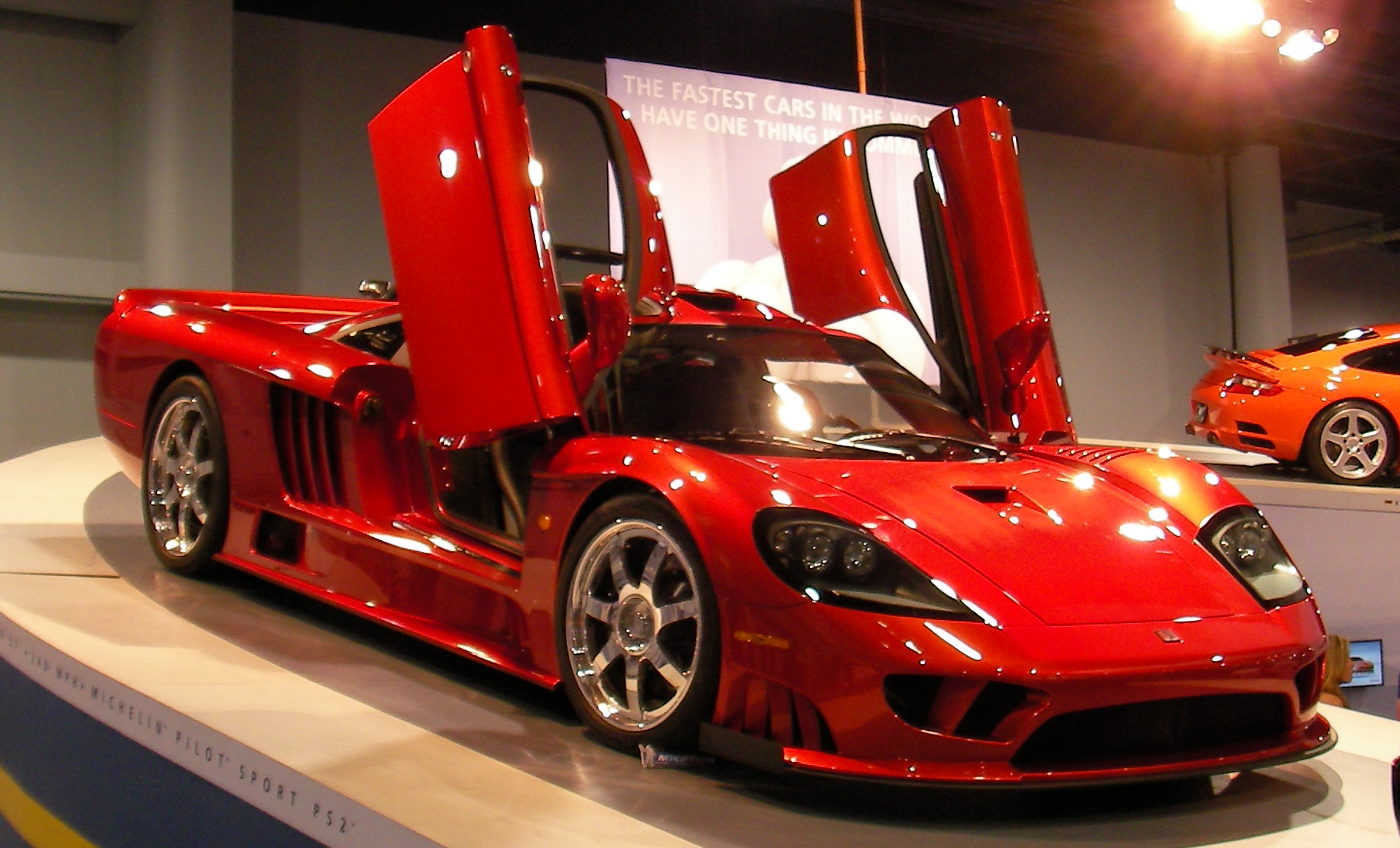
Saleen S7
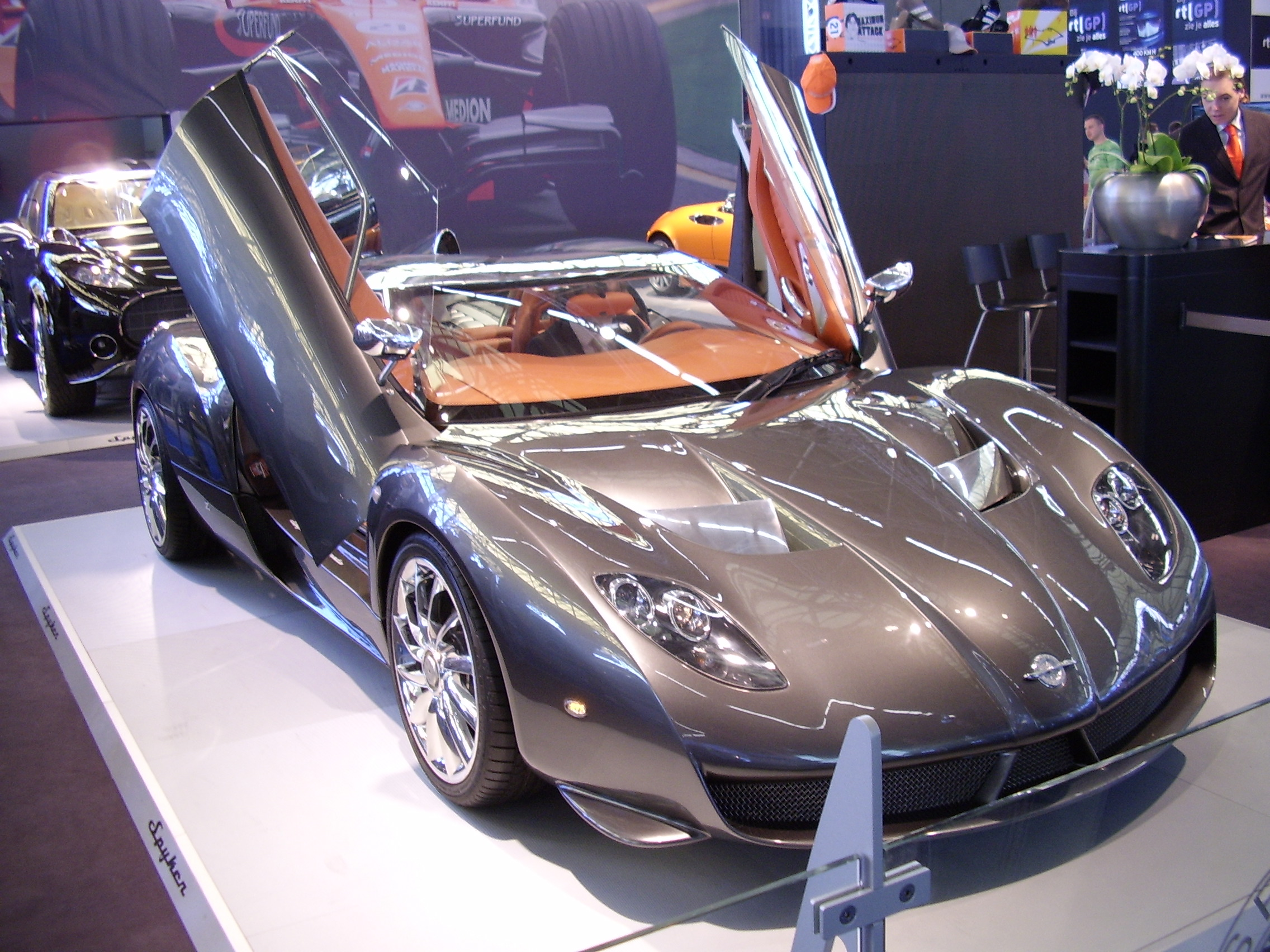
Spyker C12 Zagato
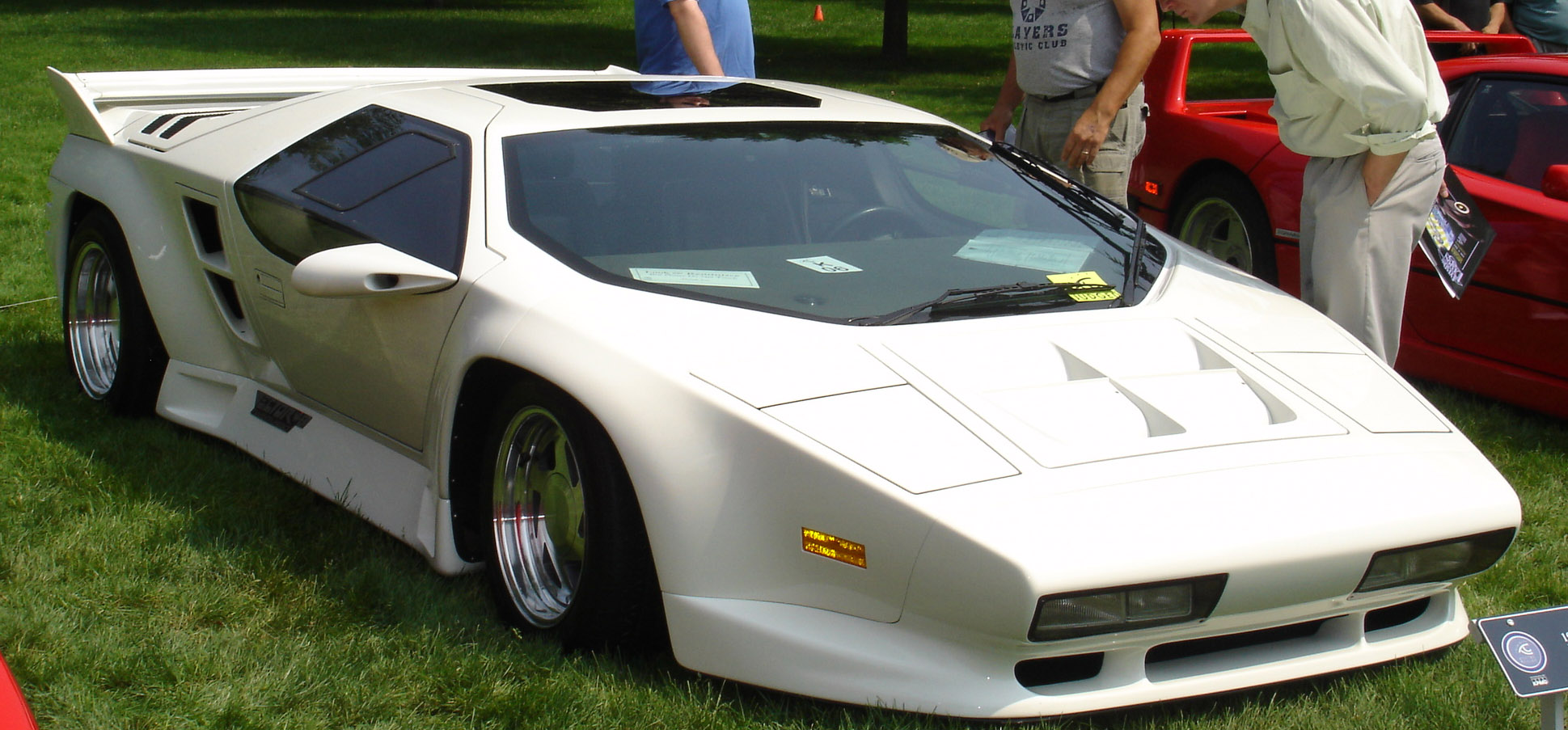
Vector W8 Twin Turbo
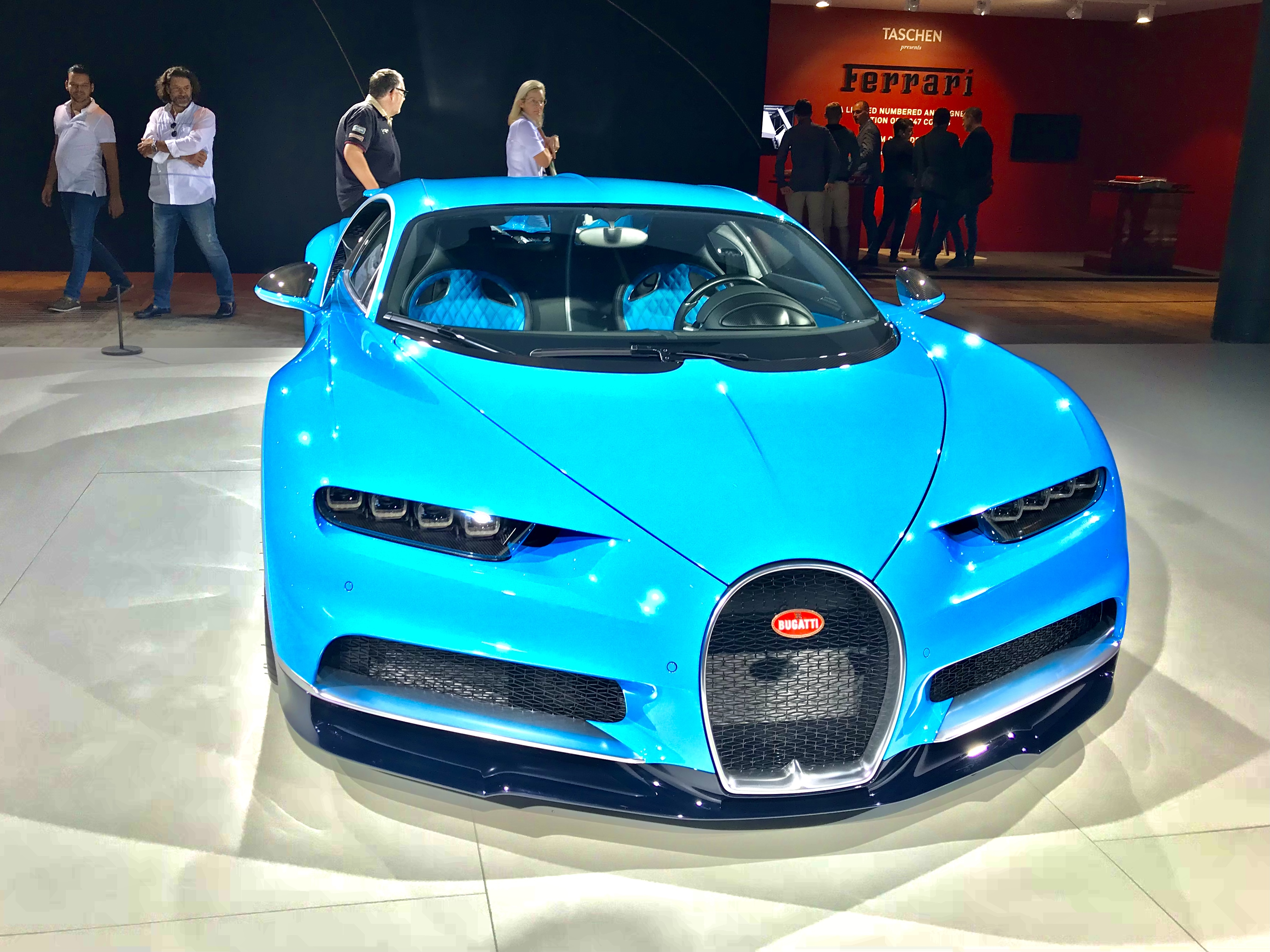
Bugatti Chiron